# Aqil Nəbiyev
Aqil Eldar oğlu Nəbiyev (Tovuz, 16 giugno 1982) è un allenatore di calcio ed ex calciatore azero, di ruolo difensore.